# Athletissima 2016
L'Athletissima 2016 è stato la 41ª edizione dell'annuale meeting di atletica leggera, e si è disputato allo stadio polifunzionale Stade Olympique de la Pontaise di Losanna, il 25 agosto 2016. Il meeting è stato l'undicesima tappa del circuito di atletica leggera IAAF Diamond League 2016.

## Programma[1]
| # | Orario | Specialità         |
| - | ------ | ------------------ |
| 1 | 18:00  | Lancio del disco   |
| 2 | 20:05  | Salto con l'asta   |
| 3 | 20:20  | Salto in alto      |
| 4 | 20:26  | 100 metri          |
| 5 | 20:53  | 400 metri          |
| 6 | 21:02  | 3000 metri siepi   |
| 7 | 21:34  | 110 metri ostacoli |
| 8 | 21:43  | 1000 metri         |
| 9 | 21:52  | 200 metri          |

| # | Orario | Specialità             |
| - | ------ | ---------------------- |
| 1 | 19:05  | Lancio del giavellotto |
| 2 | 19:15  | Getto del peso         |
| 3 | 19:40  | Salto triplo           |
| 4 | 20:12  | 3000 metri             |
| 5 | 20:35  | 800 metri              |
| 6 | 20:44  | 100 metri ostacoli     |
| 7 | 21:00  | Salto in lungo         |
| 8 | 21:16  | 100 metri              |
| 9 | 21:25  | 400 metri ostacoli     |

     Specialità valide per la Diamond League

## Risultati
Di seguito i primi tre classificati di ogni specialità.

### Uomini
| Specialità       |                    | Prestazione | 2º classificato        | Prestazione | 3º classificato     | Prestazione |
| 100 m            | Asafa Powell       | 9"96        | Ben Youssef Meïté      | 10"01       | Joel Fearon         | 10"05       |
| 200 m            | Churandy Martina   | 19"81       | Alonso Edward          | 19"92       | Julian Forte        | 20"16       |
| 400 m            | LaShawn Merritt    | 44"50       | Steven Gardiner        | 44"75       | Liemarvin Bonevacia | 45"26       |
| 1000 m           | Ayanleh Souleiman  | 2'13"49 DLR | Robert Biwott          | 2'13"89     | Jonathan Kitilit    | 2'13"95     |
| 3000 m siepi     | Abraham Kibiwott   | 8'09"58     | Nicholas Kiptanui Bett | 8'10"07     | Abel Mutai          | 8'17"88     |
| 110 m ostacoli   | Orlando Ortega     | 13"11       | Omar McLeod            | 13"12       | Dimitri Bascou      | 13"25       |
| Salto in alto    | Mutaz Essa Barshim | 2.35 m      | Robbie Grabarz         | 2.32 m      | Erik Kynard         | 2.32 m      |
| Salto con l'asta | Sam Kendricks      | 5.92 m      | Renaud Lavillenie      | 5.72 m      | Piotr Lisek         | 5.72 m      |
| Lancio del disco | Philip Milanov     | 65.61 m     | Lukas Weißhaidinger    | 64.84 m     | Zoltán Kővágó       | 64.52 m     |

     Atleti al primo posto della classifica di specialità
     Prestazione che stabilisce il nuovo record del meeting.

### Donne
| Specialità             |                    | Prestazione | 2º classificato     | Prestazione | 3º classificato        | Prestazione |
| 100 m                  | Elaine Thompson    | 10"78       | Jenna Prandini      | 11"11       | Morolake Akinosun      | 11"16       |
| 800 m                  | Francine Niyonsaba | 1'57"71     | Eunice Jepkoech Sum | 1'58"41     | Lynsey Sharp           | 1'58"52     |
| 3000 m                 | Genzebe Dibaba     | 8'31"84     | Hellen Obiri        | 8'33"96     | Mercy Kerono           | 8'34"49     |
| 100 m ostacoli         | Kendra Harrison    | 12"42       | Dawn Harper-Nelson  | 12"71       | Jasmin Stowers         | 12"75       |
| 400 m ostacoli         | Dalilah Muhammad   | 53"78       | Eilidh Doyle        | 54"45       | Sara Petersen          | 54"98       |
| Salto in lungo         | Ivana Španović     | 6.83 m      | Lorraine Ugen       | 6.71 m      | Dar'ja Klišina         | 6.50 m      |
| Salto triplo           | Caterine Ibargüen  | 14.76 m     | Olga Rypakova       | 14.53 m     | Paraskeuī Papachristou | 14.18 m     |
| Getto del peso         | Valerie Adams      | 19.94 m     | Michelle Carter     | 19.49 m     | Christina Schwanitz    | 19.33 m     |
| Lancio del giavellotto | Madara Palameika   | 65.29 m     | Barbora Špotáková   | 64.48 m     | Taccjana Chaladovič    | 64.15 m     |

     Atlete al primo posto della classifica di specialità
     Prestazione che stabilisce il nuovo record del meeting.